# Dag för dag
Dag för dag är en svensk drama-komedifilm från 2022. Filmen är regisserad av Felix Herngren, med manus skrivet av Tapio Leopold.
Filmen var först planerad att ha premiär på bio, men hade istället sin premiär på streamingtjänsten C More den 31 mars 2022. Filmen spelades in hösten 2019 i Göteborg, Tyskland, Slovenien och Kroatien.

## Handling
Filmen börjar på ett äldreboende där man får träffa pensionärerna Tage, Malte och Rut. Tillsammans med vårdaren Katrin och städaren Simon, åker de fem ut på en husbilsresa från Göteborg till Schweiz för att uppfylla en mans sista önskan.

## Rollista (i urval)
- Marianne Mörck – Rut
- Tomas von Brömssen – Tage
- Sven Wollter – Malte
- William Spetz – Simon
- Martina Haag – Katrin
- Felix Herngren – Håkan
- Peter Magnusson – Stefan
- Morten Vang Simonsen – Mads

## Produktion
Filmen är producerad av Anna Carlsten och Anna Anthony för FLX, i samproduktion med Film i Väst, SF Studios och TV4/C More.

## Övrigt
Filmen blev Sven Wollters sista filmroll efter att han avlidit 2020 och för den fick han postumt en Guldbaggenominering 2022 för Bästa manliga huvudroll.